# 12574 LONEOS
12574 LONEOS è un asteroide della fascia principale. Scoperto nel 1999, presenta un'orbita caratterizzata da un semiasse maggiore pari a 2,6915142 UA e da un'eccentricità di 0,0857260, inclinata di 10,97949° rispetto all'eclittica.